# Hartmut Collmann
Hartmut Collmann (1942) é um neurocirurgião alemão.

## Carreira
Collmann foi professor na Universidade de Würzburgo. Seu foco era a neurocirurgia pediátrica. Aposentou-se em 2007. Também lidou com a história da neurocirurgia, incluindo neurocirurgiões judeus perseguidos pelos nacional-socialistas (por exemplo, Emil Heymann). É membro honorário da Deutsche Gesellschaft für Neurochirurgie (DGNC) e administra seu arquivo histórico. Faz parte do conselho da Deutsche Gesellschaft für Geschichte der Nervenheilkunde. Em 2014 recebeu a Medalha Fedor Krause.

## Publicações selecionadas
- com Daniel Dubinski e Ulrike Eisenberg: Verraten – Vertrieben – Vergessen, Werk und Schicksal nach 1933 verfolgter deutscher Hirnchirurgen. Hentrich & Hentrich, Berlim Leipzig 2017; edição em inglês: Ulrike Eisenberg, Hartmut Collmann, Daniel Dubinski: Execrated – Expatriated – Eradicated. The lives and works of German neurosurgeons persecuted after 1933. Hentrich & Hentrich, Berlim Leipzig 2019.
- com Karl-August Bushe: Neurochirurgie von den Anfängen bis zum späten 19. Jahrhundert, in: Neurochirurgie in Deutschland: Geschichte und Gegenwart : 50 Jahre Deutsche Gesellschaft für Neurochirurgie, Herausgegeben im Auftrag der Deutschen Gesellschaft für Neurochirurgie. Blackwell 2001.
- com Eckard Halves, Hans Arnold: Neurochirurgie in Deutschland von 1880 bis 1932, in: Neurochirurgie in Deutschland. Blackwell 2001.
- Entwicklung der Pädiatrischen Neurochirurgie, in: Neurochirurgie in Deutschland. Blackwell 2001